# ان‌جی‌سی ۴۶۳۴
ان‌جی‌سی ۴۶۳۴ (انگلیسی: NGC 4634) نام یک کهکشان مارپیچی در صورت فلکی گیسو است.